# صبا عودة
صبا عودة (مواليد بيروت، لبنان العام 1965) هي رائدة أعمال عربية مختصة في التواصل الاستراتيجي، ومذيعة أخبار اقتصادية في قناة الشرق للأخبار عملت كمذيعة رئيسية سابقاً في قناة العربية الإخبارية وأشرفت على إعداد وإطلاق أول برنامج متخصص في أخبار الأعمال «الأسواق العربية»، الذي انطلق في شهر يونيو، 2005. تحوّل هذا البرنامج بعد فترة قليلة إلى أكثر برامج الأعمال متابعة على التلفزيونات العربية. وقامت صبا عودة بتقديمه على مدار خمسة أيام في الأسبوع ولمدة خمس سنوات متتالية.
إلى جانب العمل الإعلامي، اتجهت صبا عودة بنفسها إلى عالم الأعمال وقامت بتأسيس وإدارة «الصَبا للاستشارات» التي توفر لعملائها في دول مجلس التعاون الخليجي خدمات استشارية في التخطيط الاستراتيجي للاتصال، وبناء السمعة التجارية، والعلاقات مع المستثمرين.
تقوم صبا عودة بتقديم تدريب متخصص للقيادات العليا في القطاع الحكومي ولمدراء الشركات الخاصة. وتُعرف أيضا بإدارتها لعدد من جلسات العمل في منتديات ومؤتمرات عالمية وإقليمية ومحلية.
تدعم عودة قضايا المرأة وتشجع السيدة العربية على لعب دور فاعل في عالم الأعمال في الشرق الاوسط.

## النشأة والتحصيل العلمي
ولدت صبا عودة في العام 1965، في بيروت، لبنان. شغفها في عالم إدارة الاعمال بدأ مبكّراً وهي لمّا تزل تكمل دراستها الثانوية حيث لجأت لمساعدة والدها في إدارة أعماله. بعد حصولها على شهادة الثانوية العامة من الكلية الدولية (أو «إنترناشونال كوليدج») في بيروت، التحقت عودة بالجامعة الأميركية في بيروت وحازت على بكالوريوس في إدارة الأعمال في العام 1986.

## المسيرة المهنية

### الخدمات المصرفية الاستثمارية
فور حصولها على شهادة إدارة الأعمال، انتقلت عودة إلى لندن، المملكة المتحدة، حيث عملت لدى البنك الفرنسي. وانضمت إلى مصرف ميريل لينش في العام 1998 كمديرة للعلاقات مع المستثمرين. وقامت من خلال عملها بإدارة وموازنة محافظ إستثمارية لعددٍ من الشخصيات، كما عملت كخبيرة في تخطيط التعاقب الوظيفي لغاية العام 2003.

### إنتاج الاخبار الاقتصادية التلفزيونية
انتقلت صبا عودة إلى دبي في شهر مايو من العام 2003، لتعمل كمذيعة رئيسية في قناة سي إن بي سي عربية. وعلى مدى عامين، قدمت عدداً من البرامج منها «كلام السوق» الذي يتابع أخبار أسواق الأسهم الإقليمية، وبرنامج «جلسة الأعمال» الذي يعرض لآخر الأخبار اليومية من عالم المال والاعمال.
في العام 2005 انضمت عودة إلى قناة العربية الإخبارية، حيث ساعدت على إطلاق البرنامج الاقتصادي المتخصص «الأسواق العربية» في شهر يوليو، 2005. وقامت على مدى خمس سنوات متتالية، بتقديم أبرز برامج الاقتصاد لدى قناة العربية وذلك على مدار خمسة أيام في الاسبوع حاورت عبرها رؤساء تنفيذيين، ومصرفيين، ووزراء، وحكام للبنوك المركزية.
عُرفت صبا عودة بتحليلها المفصل وأسلوبها بطرح الأسئلة الصعبة أثناء المقابلات التلفزيونية بما وضعها في موقع متقدم بين مذيعات الأخبار الاقتصادية على التلفزيونات العربية. وميدانياً، قامت عودة بزيارات عمل متكررة لدول مجلس التعاون الخليجي وتحديداً السعودية بهدف تقديم تغطية تلفزيونية مباشرة لفعاليات اقتصادية مما مكّنها من تحصيل معارف أعمق بقطاعات إنتاجية محلية بالإضافة إلى معرفتها بالمسائل المالية والاقتصادية.
كتبت عودة بصورة دورية مقالات رأي نشرت في الطبعة العربية لـبلومبيرغ.

### الاستشارات الاتصالية المتخصصة
من خلال عملها التلفزيوني، لاحظت عودة أن كبار رجال الأعمال في المنطقة يواجهون مصاعب في نقل أخبار شركاتهم بطريقة فعّآلة. فبادرت في العام 2010، إلى تأسيس شركة «الصَّبَا للاستشارات» لتقدم خدمات متخصصة في الاتصال والعلاقات مع الاعلام، وقامت بتولى مهامها كمديرة إدارية وراوية. وتقوم «الصَّبَا للاستشارات» بتقديم خبراتها لعدد من كبار الشخصيات، والحكومات الإقليمية، وكبرى الشركات حول بناء السمعة، والتواصل الفعّال مع المستثمرين، وتقديم أنفسهم في الفضاء العام. كما تقوم الشركة بتصميم استراتيجيات الشركات، وفيديوهات حديثة، وحملات رقمية لعملائها.
وتقوم عودة أيضا بتدريب الرؤساء التنفيذين وكبار المسؤولين الرسميين على كيفية التعامل مع الاعلام، وفن الخطابة، وبناء الصورة العامة.

### إدارة الفعاليات
تقوم صبا عودة بتقديم فعاليات الأعمال المتخصصة محلياً وإقليمياً وعالمياً. هذا يتضمن: البث عبر الإنترنت مثل «1000 صوت من أجل المستقبل» بتنظيم من إمباور السلام، مؤتمرات مثل «قادة في دبي»، ومنتديات مثل «المنتدى الاقتصادي العالمي» و «منتدى التنافسية الدولي»، و «المنتدى الإنساني الدولي».